# وما أدراك ما أمي (مسلسل)
وما أدراك ما أمي هو مسلسل درامي اجتماعي كويتي تم إنتاجه في رمضان عام 2019 من تأليف الكاتب علي الدوحان

## قصة العمل
غنيمة أم مقعدة لخمسة بنات ولديها ابن وحيد تقوم برعاية أبنائها لحين يكبرون ويقررون بيع البيت دون رضاها فتغير تعاملها معهم وتصبح قاسية عليهم وتدور ضمن إطار اجتماعي وصراع كل واحد من أبنائها في حياته وتكتشف بأن زوجها متزوج عليها ولديه ابنة من ذوي الاحتياجات الخاصة

## الممثلون
- إلهام الفضالة (غنيمة)
- هيا الشعيبي(شادية)
- فاطمة الصفي (مي)
- هنادي الكندري (سلمى)
- نور الشيخ (حلا)
- شيلاء سبت
- محمد العجيمي
- شهاب حاجية
- محمد الحداد (سعد)
- حسين المهدي (فهد)
- خالد الشاعر
- ناصر عباس (عيسى)
- روان العلي (هدى)
- شهد الكندري (فوز)
- نورا (هايدي)
- ريتاج العلي (وسن)